# Deutscher Filmpreis/Beste männliche Hauptrolle

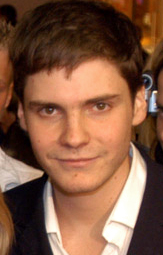
Daniel Brühl

Gewinner des Deutschen Filmpreises in der Kategorie Beste männliche Hauptrolle (früher: Beste darstellerische Leistung – männliche Hauptrolle). Von Ende der 1960er/Anfang der 1970er Jahre bis 1996 wurde die Kategorie durch einen Preis für die „Besten darstellerischen Leistungen“ ersetzt, ohne eine Einteilung nach Haupt- oder Nebenrollen. Seit 1997 werden die Auszeichnungen für Schauspieler wieder getrennt nach Haupt- und Nebenrollen ausgelobt. Die Gewinner werden seit 1999 mit der Preisstatuette „Lola“ geehrt und erhalten ein Preisgeld von 10.000 Euro. Zuvor war das Filmband in Gold vergeben worden.
Am erfolgreichsten in dieser Kategorie waren Daniel Brühl, O. W. Fischer, Heinz Rühmann und Albrecht Schuch, die den Preis je zweimal gewinnen konnten. Ulrich Noethen, August Diehl, Jürgen Vogel, Josef Bierbichler und Oliver Masucci erhielten seit Einführung des Nominierungsmodus für diese Kategorie im Jahr 1997 auch die meisten Nennungen (je drei, inkl. je ein Sieg). 2020 erhielt Albrecht Schuch sowohl den Preis als bester Haupt- als auch als bester Nebendarsteller des Jahres zuerkannt.

## Preisträger von 1954–1970
| Jahr | Preisträger          | Filmtitel                   |
| ---- | -------------------- | --------------------------- |
| 1954 | René Deltgen         | Weg ohne Umkehr             |
| 1955 | O. W. Fischer        | Ludwig II.                  |
| 1956 | Wolfgang Preiss      | Der 20. Juli                |
| 1957 | Heinz Rühmann        | Der Hauptmann von Köpenick  |
| 1958 | Hannes Messemer      | Nachts, wenn der Teufel kam |
| 1959 | O. W. Fischer        | Helden                      |
| 1960 | Walter Giller        | Rosen für den Staatsanwalt  |
| 1961 | Heinz Rühmann        | Das schwarze Schaf          |
| 1962 | Richard Münch        | Das Wunder des Malachias    |
| 1965 | Wolfgang Kieling     | Polizeirevier Davidswache   |
| 1967 | Hans-Dieter Schwarze | Alle Jahre wieder           |
| 1968 | Alexander May        | Tätowierung                 |
| 1969 | Preis nicht vergeben | Preis nicht vergeben        |
| 1970 | Klaus Löwitsch       | Mädchen mit Gewalt          |

## Preisträger und Nominierte ab 1997
1997
Jürgen Vogel – Das Leben ist eine Baustelle
- Heiner Lauterbach – Rossini – oder die mörderische Frage, wer mit wem schlief
- Kai Wiesinger – 14 Tage lebenslänglich

1998
Ulrich Noethen – Comedian Harmonists
- Uwe Ochsenknecht – Weihnachtsfieber
- Jürgen Tarrach – Die Musterknaben

1999
August Diehl – 23 – Nichts ist so wie es scheint
- Bruno Cathomas – Viehjud Levi
- Michael Gwisdek – Nachtgestalten

### 2000er-Jahre
2000
Uwe Ochsenknecht – Fußball ist unser Leben
- Joachim Król – Ein Lied von Liebe und Tod – Gloomy Sunday
- Jürgen Tarrach – Drei Chinesen mit dem Kontrabass und Schnee in der Neujahrsnacht

2001
Moritz Bleibtreu – Das Experiment und Im Juli
- Marek Harloff – Vergiss Amerika
- Robert Stadlober – Crazy

2002
Daniel Brühl – Nichts bereuen, Vaya con Dios und Das weiße Rauschen
- Ulrich Noethen – Das Sams
- Antonio Wannek – Der Felsen und Wie Feuer und Flamme

2003
Daniel Brühl – Elefantenherz und Good Bye, Lenin!
- Andreas Schmidt – Pigs Will Fly
- Jürgen Vogel – Scherbentanz

2004
Birol Ünel – Gegen die Wand
- Josef Bierbichler – Hierankl
- Horst Krause – Schultze gets the blues

2005
Henry Hübchen – Alles auf Zucker!
- August Diehl – Der neunte Tag
- Bruno Ganz – Der Untergang
- Ulrich Matthes – Der neunte Tag

2006
Ulrich Mühe – Das Leben der Anderen
- Moritz Bleibtreu – Elementarteilchen
- Milan Peschel – Netto

2007
Josef Bierbichler – Winterreise
- Karl Markovics – Die Fälscher
- Jürgen Vogel – Der freie Wille

2008
Elmar Wepper – Kirschblüten – Hanami
- Matthias Brandt – Gegenüber
- Ulrich Noethen – Ein fliehendes Pferd

2009
Ulrich Tukur – John Rabe
- Josef Bierbichler – Im Winter ein Jahr
- Denis Moschitto – Chiko

### 2010er-Jahre
2010
Burghart Klaußner – Das weiße Band – Eine deutsche Kindergeschichte
- Fabian Hinrichs – Schwerkraft
- Henry Hübchen – Whisky mit Wodka
- Devid Striesow – So glücklich war ich noch nie

2011
Florian David Fitz – Vincent will Meer
- August Diehl – Wer wenn nicht wir
- Alexander Fehling – Goethe!

2012
Milan Peschel – Halt auf freier Strecke
- Peter Schneider – Die Summe meiner einzelnen Teile
- Ronald Zehrfeld – Barbara

2013
Tom Schilling – Oh Boy
- Edin Hasanović – Schuld sind immer die Anderen
- Sabin Tambrea – Ludwig II.

2014
Dieter Hallervorden – Sein letztes Rennen
- Sascha Alexander Geršak – 5 Jahre Leben
- Hanno Koffler – Freier Fall

2015
Frederick Lau – Victoria
- Christian Friedel – Elser – Er hätte die Welt verändert
- Hanno Koffler – Härte

2016
Peter Kurth – Herbert
- Burghart Klaußner – Der Staat gegen Fritz Bauer
- Oliver Masucci – Er ist wieder da

2017
Peter Simonischek – Toni Erdmann
- Lars Eidinger – Die Blumen von gestern
- Bruno Ganz – In Zeiten des abnehmenden Lichts

2018
Franz Rogowski – In den Gängen
- Andreas Lust – Casting
- Oliver Masucci – HERRliche Zeiten

2019
Alexander Scheer – Gundermann
- Rainer Bock – Atlas
- Jonas Dassler – Der Goldene Handschuh

### 2020er-Jahre
2020
Albrecht Schuch – Systemsprenger
- Jan Bülow –  Lindenberg! Mach dein Ding
- Welket Bungué – Berlin Alexanderplatz

2021
Oliver Masucci – Enfant Terrible
- Jannis Niewöhner – Je suis Karl
- Dan Stevens – Ich bin dein Mensch

2022
Albrecht Schuch – Lieber Thomas
- Farba Dieng – Toubab
- Franz Rogowski – Große Freiheit

2023
Felix Kammerer – Im Westen nichts Neues
- Mehdi Bajestani – Holy Spider
- Charly Hübner – Mittagsstunde

2024
Simon Morzé – Der Fuchs
- Lars Eidinger – Sterben
- Marc Hosemann – Sophia, der Tod und ich

2025
Misagh Zare – Die Saat des heiligen Feigenbaums
- nominiert:
  - Sam Riley – Cranko
  - Sam Riley – Islands